# جایزه هیئت ملی بازبینی فیلم برای بهترین بازیگر نقش مکمل زن
جایزه هیئت ملی بازبینی فیلم برای بهترین بازیگر نقش مکمل زن (انگلیسی: National Board of Review Award for Best Supporting Actress) جایزه‌ای است که سالانه به بهترین بازیگر نقش مکمل زن توسط هیئت ملی بازبینی فیلم از سال ۱۹۵۴ تاکنون داده می‌شود.

## برندگان
- † =برنده جایزه اسکار بهترین بازیگر نقش مکمل زن
- ‡ = نامزد جایزه اسکار بهترین بازیگر نقش مکمل زن
- ¥ =برنده جایزه اسکار بهترین بازیگر نقش اول زن
- § =نامزد جایزه اسکار بهترین بازیگر نقش اول زن

### دهه ۱۹۵۰
| سال  | بازیگر         | فیلم                        | نقش                  |
| ---- | -------------- | --------------------------- | -------------------- |
| ۱۹۵۴ | نینا فوخ       | مقامات اجرایی               | Erica Martin         |
| ۱۹۵۵ | مارجوری رامبئو | A Man Called Peter          | Miss Laura Fowler    |
| ۱۹۵۵ | مارجوری رامبئو | The View from Pompey's Head | Lucy Devereaux Wales |
| ۱۹۵۶ | دبی رینولدز    | The Catered Affair          | Jane Hurley          |
| ۱۹۵۷ | سیبیل تورندیک  | شاهزاده و مانکن             | The Queen Dowager    |
| ۱۹۵۸ | کی والش        | The Horse's Mouth           | Dee Coker            |
| ۱۹۵۹ | ادیث ایوانز    | داستان راهبه                | Rev. Mother Emmanuel |

### دهه ۱۹۶۰
| سال  | بازیگر             | فیلم                               | نقش                 |
| ---- | ------------------ | ---------------------------------- | ------------------- |
| ۱۹۶۰ | شرلی جونز †        | المر گنتری                         | Lulu Bains          |
| ۱۹۶۱ | روبی دی            | A Raisin in the Sun                | Ruth Younger        |
| ۱۹۶۲ | آنجلا لنسبوری      | همه سقوط می‌کنند                    | Annabel Willart     |
| ۱۹۶۲ | آنجلا لنسبوری      | کاندیدای منچوری                    | Eleanor Iselin ‡    |
| ۱۹۶۳ | مارگارت رادرفورد † | آدم‌های خیلی مهم                    | Duchess of Brighton |
| ۱۹۶۴ | ادیث ایوانز        | The Chalk Garden                   | Mrs. St. Maugham    |
| ۱۹۶۵ | جون بلوندل         | بچه سینسیناتی                      | Lady Fingers        |
| ۱۹۶۶ | ویوین مرچنت ‡      | الفی                               | Lily                |
| ۱۹۶۷ | مارجری رودز        | The Family Way                     | Lucy Fitton         |
| ۱۹۶۸ | ویرجینیا ماسکل     | فاصله                              | Antonia             |
| ۱۹۶۹ | پاملا فرانکلین     | بهار زندگی دوشیزه جین برودی (فیلم) | Sandy               |

### دهه ۱۹۷۰
| سال  | بازیگر         | فیلم                            | نقش                |
| ---- | -------------- | ------------------------------- | ------------------ |
| ۱۹۷۰ | کارن بلک ‡     | پنج بخش آسان                    | Rayette Dipesto    |
| ۱۹۷۱ | کلوریس لیچمن † | آخرین نمایش فیلم                | Ruth Popper        |
| ۱۹۷۲ | ماریسا برنسون  | کاباره                          | Natalia Landauer   |
| ۱۹۷۳ | سیلویا سیدنی ‡ | آرزوهای تابستان، رویاهای زمستان | Mrs. Pritchett     |
| ۱۹۷۴ | ولری پرین §    | لنی                             | Honey Bruce        |
| ۱۹۷۵ | رونی بلکلی ‡   | نشویل                           | Barbara Jean       |
| ۱۹۷۶ | تالیا شایر §   | راکی                            | Adrian Pennino     |
| ۱۹۷۷ | دایان کیتن ¥   | آنی هال                         | Annie Hall         |
| ۱۹۷۸ | آنجلا لنسبوری  | مرگ بر روی نیل                  | Salome Otterbourne |
| ۱۹۷۹ | مریل استریپ    | کرامر علیه کرامر                | Joanna Kramer †    |
| ۱۹۷۹ | مریل استریپ    | منهتن                           | Jill               |
| ۱۹۷۹ | مریل استریپ    | اغوای جو تاینن                  | Karen Traynor      |

### دهه ۱۹۸۰
| سال  | بازیگر              | فیلم                    | نقش            |
| ---- | ------------------- | ----------------------- | -------------- |
| ۱۹۸۰ | ایوا لو گالین ‡     | رستاخیز                 | Grandma Pearl  |
| ۱۹۸۱ | مونا واشبورن        | Stevie                  | Aunt           |
| ۱۹۸۲ | گلن کلوز ‡          | جهان به گفته گارپ       | Jenny Fields   |
| ۱۹۸۳ | لیندا هانت †        | سال زندگی خطرناک        | Billy Kwan     |
| ۱۹۸۴ | سابین آزما          | A Sunday in the Country | Irène          |
| ۱۹۸۵ | آنجلیکا هیوستون †   | شرف خانواده پریتزی      | Maerose Prizzi |
| ۱۹۸۶ | دایان ویست †        | هانا و خواهرانش         | Holly          |
| ۱۹۸۷ | المپیا دوکاکیس †    | ماه‌زده                  | Rose Castorini |
| ۱۹۸۸ | فرانسیس مک‌دورمند ‡  | میسیسیپی می‌سوزد         | Mrs. Pell      |
| ۱۹۸۹ | مری استوارت مسترسون | Immediate Family        | Lucy           |

### دهه ۱۹۹۰
| سال  | بازیگر                | فیلم                      | نقش                 |
| ---- | --------------------- | ------------------------- | ------------------- |
| ۱۹۹۰ | وینونا رایدر          | پری‌های دریایی (فیلم ۱۹۹۰) | Charlotte Flax      |
| ۱۹۹۱ | کیت نلیگان            | فرانکی و جانی             | Cora                |
| ۱۹۹۲ | جودی دیویس ‡          | زن و شوهرها               | Sally               |
| ۱۹۹۳ | وینونا رایدر ‡        | عصر معصومیت               | May Welland         |
| ۱۹۹۴ | رزماری هریس ‡         | تام و ویو                 | Rose Haigh-Wood     |
| ۱۹۹۵ | میرا سوروینو †        | آفرودیت توانا             | Linda Ash           |
| ۱۹۹۶ | ژولیت بینوش †         | بیمار انگلیسی             | Hana                |
| ۱۹۹۶ | کریستین اسکات توماس § | بیمار انگلیسی             | Katharine Clifton   |
| ۱۹۹۷ | آن هیچ                | دنی براسکو                | Maggie Pistone      |
| ۱۹۹۷ | آن هیچ                | سگ را بجنبان              | Winifred Ames       |
| ۱۹۹۸ | کریستینا ریچی         | نقطه مقابل سکس            | Dede Truitt         |
| ۱۹۹۹ | جولیان مور            | مگنولیا                   | Linda Partridge     |
| ۱۹۹۹ | جولیان مور            | A Map of the World        | Theresa Collins     |
| ۱۹۹۹ | جولیان مور            | شوهر ایده‌آل (فیلم ۱۹۹۹)   | Mrs. Laura Cheveley |

### دهه ۲۰۰۰
| سال  | بازیگر           | فیلم                     | نقش             |
| ---- | ---------------- | ------------------------ | --------------- |
| ۲۰۰۰ | لوپه اونتیوروس   | Chuck & Buck             | Beverly Franco  |
| ۲۰۰۱ | کیت بلانشت       | ارباب حلقه‌ها: یاران حلقه | گالادریل        |
| ۲۰۰۱ | کیت بلانشت       | مردی که گریست            | Lola            |
| ۲۰۰۱ | کیت بلانشت       | The Shipping News        | Petal Quoyle    |
| ۲۰۰۲ | کتی بیتس ‡       | درباره اشمیت             | Roberta Hertzel |
| ۲۰۰۳ | پاتریشا کلارکسون | تکه‌های آوریل             | Joy Burns ‡     |
| ۲۰۰۳ | پاتریشا کلارکسون | مأمور ایستگاه            | Olivia Harris   |
| ۲۰۰۴ | لورا لینی ‡      | کینزی                    | Clara McMillen  |
| ۲۰۰۵ | گونگ لی          | خاطرات یک گیشا           | Hatsumomo       |
| ۲۰۰۶ | کاترین اوهارا    | For Your Consideration   | Marilyn Hack    |
| ۲۰۰۷ | ایمی رایان ‡     | رفته عزیزم رفته          | Helene McCready |
| ۲۰۰۸ | پنه‌لوپه کروز †   | ویکی کریستینا بارسلونا   | María Elena     |
| ۲۰۰۹ | آنا کندریک ‡     | بالا در آسمان            | Natalie Keener  |

### دهه ۲۰۱۰
| سال  | بازیگر         | فیلم             | نقش                   |
| ---- | -------------- | ---------------- | --------------------- |
| ۲۰۱۰ | جکی ویور ‡     | قلمرو حیوانات    | Janine "Smurf" Cody   |
| ۲۰۱۱ | شی‌لین وودلی    | فرزندان          | Alexandra "Alex" King |
| ۲۰۱۲ | آن دوود        | انطباق           | Sandra                |
| ۲۰۱۳ | اکتاویا اسپنسر | ایستگاه فروتویل  | Wanda Johnson         |
| ۲۰۱۴ | جسیکا چستین    | یک سال بسیار خشن | Anna Morales          |